# Отворено првенство Француске у тенису 2020 — мушкарци појединачно
Отворено првенство Француске у тенису 2020 — мушкарци појединачно (фр. Simple messieurs des Internationaux de France 2020) био је тениски турнир за мушкарце у оквиру Отвореног првенства Француске 2020, једног од четири гренд слем турнира. Представља 124. издање турнира од оснивања, 90. у оквиру гренд слема и 50. у опен ери. Рафаел Надал је био бранилац титуле и троструки узастопни побједник.
Турнир је одржан у септембру, умјесто у мају, због пандемије ковида 19. Роџер Федерер је одустао од учешћа због операције, а Милош Раонић и Ник Кириос повукли су се из страха од вируса. Фернандо Вердаско је дисквалификован јер је био позитиван на вирус и није му допуштено да понови тест. Међутим, након почетка турнира правила су промијењена и тенисерима је дозвољено да понове тест у случају позитивног резултата. Енди Мари је добио специјалну позивницу, док је Кевин Андерсон учествовао на основу заштићеног рангирања. У главном жријебу учествовало је 128 тенисера: 32 носиоца, 16 квалификаната, 8 са специјалном позивницом, тројица са заштићеним рангирањем и три срећна губитника, док су остали изборили учешће на основу АТП листе.
Титулу је освојио Надал, који је у финалу побиједио Ђоковића 3 : 0 (6 : 0, 6 : 2, 7 : 5) и освојио 13. титулу на Ролан Гаросу, а четврту заредом. Такође, освојио је 20. гренд слем у каријери, чиме се изједначио са Федерером по броју освојених гренд слемова. Надал је четврти пут у каријери освојио Ролан Гарос без иједног изгубљеног сета, поставши први тенисер, и у мушкој и у женској конкуренцији, који је остварио 100 побједа на Ролан Гаросу. Такође је постао други тенисер у историји који је остварио 100 побједа на неком гренд слем турниру, након Федерера, који је остварио 100 побједа на Вимблдону и Аустралијан опену.
Новак Ђоковић је покушавао да постане први тенисер у опен ери који ће освојити сваки гренд слем барем два пута. Доминик Тим је покушавао да постане први тенисер у опен ери који ће своја прва два гренд слема освојити на два узастопна гренд слем турнира. Тим је такође покушавао да постане први тенисер ван велике тројке који је освојио два гренд слема заредом још од Андреа Агасија, који је освојио Ју-Ес опен 1999. и Аустралијан опен 2000.
Лоренцо Ђустино је побиједио Корентина Мутеа 0 : 6, 7 : 6(9 : 7), 7 : 6(7 : 3), 2 : 6, 18 : 16, у првој рунди. Меч је други најдужи у историји Ролан Гароса, са трајањем од 6 сати и 5 минута. Меч је такође четврти најдужи у историји гренд слем турнира.
Тејлор Фриц и Лоренцо Сонего одиграли су најдужи тај-брејк у историји Ролан Гароса. Сонего је освојио трећи сет са 19 : 17 у тај-брејку и побиједио Фрица у трећој рунди 3 : 0 (7 : 6(7 : 5), 6 : 3, 7 : 6(19 : 17)).
Иго Гастон је постао најниже рангирани тенисер који се пласирао у четврто коло након Арноа ди Пасквалеа 2002.
Јаник Синер је постао први тенисер који се пласирао у четвртфинале Ролан Гароса на свом првом учешћу, након Надала 2005, а такође је постао најмлађи тенисер у четвртфиналу након Ђоковића 2006.
Стефанос Циципас је пласманом у полуфинале, гдје је изгубио од Ђоковића 3 : 2, постао први грчки тенисер који се пласирао у полуфинале Ролан Гароса.

## Правила
Због пандемије коронавируса, турнир је помјерен за септембар и усвојена су посебна правила ради превенције. Тенисери који су учествовали у квалификацијама, морали су да дођу у Париз четири дана прије почетка квалификација, док тенисери који су се аутоматски пласирали у главни жријеб, морали су да дођу три дана прије свог првог меча, док су једини изузетак били тенисери који су у то вријеме наступали на другим турнирима. Сви тенисери који су долазили из земаља које нису на Шенген листи, морали су да добију специјалну дозволу и негативан резултат на тесту, како би ушли у Француску.
Тенисери су били смјештени у два хотела, која су обезбијеђена само за њих, сви тенисери и чланови њихових тимова били су тестирани по доласку у хотеле, на мјестима која су посебно предвиђена за то. Морали су да остану у својим собама све док нису добили негативан резултат, а у та 24 сата добили су ваучере од 120 евра за оброке. Други тестови урађени су 48 сати након првог теста. Сви тенисери су морали да имају два негативна резултата прије свог првог меча, након чега су радили тест сваких пет дана до краја турнира.
Да је неки тенисер био позитиван, био би аутоматски дисквалификован и морао би да проведе 14 дана у самоизолацији, као и особе са којима дијели собу у хотелу. Уколико би неко од чланова тима био позитиван, тенисер би био тестиран, а ако би био негативан и није дијелио собу са особом која је позитивна, медицински тим Ролан Гароса може да одлучи да му дозволи да настави такмичење под посебним надзором. Сви учесници су морали да носе маске у сваком тренутку, осим за вријеме тренинга и јела. У сваком тренутку морали су да имају акредитације, а у заједничким просторијама морали су да држе дистанцу. Дан након почетка турнира, донесено је правило по којем играчи који су прележали вирус неће бити аутоматски дисквалификовани уколико буду позитивни на тесту, због могућности да то буде лажни позитивни тест, већ ће имати могућност да понове тест.
За вријеме слободног дана, када нису имали меч, тенисери нису могли да тренирају у комплексу Ролан Гарос, гдје се игра турнир, већ на теренима који су посебно предвиђени за тренинге. Нико није могао да буде у приватном смјештају, а тенисерима је било забрањено да напуштају хотеле осим за вријеме тренинга или меча. Гледаоцима је било дозвољено да присуствују мечевима у ограниченом броју, уз обавезно коришћење маске и држања дистанце.

## Награде и бодови
Укупан наградни фонд је износио 14.491 000 евра, што је 11% мање него 2019. године. Разлика између новчане награде за побједника и играча који су испали у првом колу, значајно је смањена како би се помогли слабије рангирани тенисери, који су финансијски погођени због пандемије коронавируса.
Побједник је зарадио 2.000 бодова, односно разлику од бодова освојених 2019. до 2.000. Финалиста је добио 1.200, а полуфиналисти по 720, односно разлику од бодова освојених 2019. до 720. Тенисери који нису успјели да одбране бодове освојене на турниру 2019. и испали су у ранијој фази или нису учествовали на турниру 2020. нису изгубили бодове, јер је ATP донио правило по којем, због пандемије коронавируса, ниједан играч не губи бодове до краја сезоне 2020, већ само може да заради на турнирима на којима оствари бољи резултат.
| Фаза                               | Новчана награда | Поени |
| ---------------------------------- | --------------- | ----- |
| Побједник                          | 1.600.000 €     | 2.000 |
| Финалиста                          | 850.500 €       | 1.200 |
| Полуфиналисти                      | 425.250 €       | 720   |
| Четвртфиналисти                    | 283.500 €       | 360   |
| Испали у осмини финала             | 189.000 €       | 180   |
| Испали у трећем колу               | 126.000 €       | 90    |
| Испали у другом колу               | 84.000 €        | 45    |
| Испали у првом колу                | 60.000 €        | 10    |
| Испали у трећем колу квалификација | 25.600 €        |       |
| Испали у другом колу квалификација | 16.000 €        |       |
| Испали у првом колу квалификација  | 10.000 €        |       |

## Одлагање и повлачење тенисера
Роџер Федерер је у фебруару 2020. објавио да ће пропустити Ролан Гарос због операције кољена, након што је пропуштао турнир трипут заредом у периоду од 2016. до 2018, док је 2019. дошао до полуфинала.
Турнир је требало да почне крајем маја, али је због пандемије коронавируса почетак помјерен за 20. септембар, док је у мају објављено да организатори враћају новац свима који су купили улазнице и да ће се Ролан Гарос можда играти без публике. Средином јуна, објављено је да ће старт бити помјерен за још седам дана и да ће почети 27. септембра, како би играчи имали времена да се опораве од Ју Ес Опена, чији је завршетак био предвиђен за 13. септембар. У септембру је објављено да ће се играти са публиком, уз ограничења у броју публике на стадиону. Првобитно је било одређено да на теренима Филип Шатрије и Сузан Ленглен буде до 5.000 људи, а на терену Симон Матје до 1.500 особа, док је касније објављено да је дозвољено до 1.000 људи на сваком стадиону.
Ник Кириос је у августу објавио да неће играти на Ролан Гаросу, због пандемије, јер неће да путује нигдје из Аустралије, док је Жо-Вилфрид Цонга средином септембра објавио да неће играти на турниру, јер се није опоравио од повреде леђа, због које је морао претходно да се повуче са Аустралијан опена. Његово мјесто заузео је Хауме Мунар, као 104. на АТП листи. Лукас Пуј је средином септембра објавио да неће играти због повреде, након чега је од учешћа одустао и Кајл Едмунд, такође због повреде. Едмунд је наступао на турниру 2019, али се такође због повреде повукао током меча другог кола, против Пабла Куеваса.
Фернандо Вердаско је морао да пропусти турнир јер је био позитиван на корона вирус неколико дана прије почетка. Урадио је приватни тест који је био негативан, након чега је тражио од организатора да одради нови тест, али су одбили.  Вердаско је наступао на 67 гренд слемова заредом, али је прије Ролан Гароса морао да пропусти у Ју Ес опен. Вердаско је најавио тужбу, истакавши да му је сваки тест прије и послије тога био негативан и да је тај тест који је урађен на Ролан Гаросу био лажно позитиван. Умјесто њега у главни жријеб је ушао Марк Полманс, као срећни губитник, након што је изгубио у квалификацијама; након почетка турнира, Ролан Гарос је промијенио правила и дозвољено је понављање теста, због чега је протестовао Вердаско јер њему то није дозвољено. Два дана након што су објављени носиоци и неколико сати прије жријеба, Милош Раонић се повукао са турнира, ради превенције због вируса. Њега је, такође као срећни губитник, замијенио Тајванац Џејсон Јунг.
Одустали од турнира:
- Кајл Едмунд → замијенио га  Данијел Елаи Галан
- Роџер Федерер[37] → замијенио га  Федерико Кориа
- Ник Кириос[37] → замијенио га  Норберт Гомбос
- Лукас Пуј[38] → замијенио га  Камил Мајчжак
- Милош Раонић[39] → замијенио га  Џејсон Јунг
- Жо-Вилфрид Цонга[40] → замијенио га  Хауме Мунар
- Фернандо Вердаско[41] → замијенио га  Марк Полманс

## Квалификације
Прије почетка квалификација, Дамир Џумхур је дисквалификован јер је његов тренер — Петар Поповић, био позитиван на тесту; тражили су да се тест понови, јер је Поповић имао антитијела јер је прележао коронавирус, али организатори нису дозволили. Џумхур је најавио тужбу и истакао да се тако нешто не би десило да су у питању Федерер или Надал. Пеђа Крстин је такође дисквалификован, јер је његов тренер — Иван Бјелица, био позитиван, док су Денис Истомин, Ернесто Ескоберо и Бернабе Запата дисквалификовани јер су били позитивни.
У квалификацијама је учествовало укупно 128 тенисера, који су били подијељени у 16 група са по осам; игране су три рунде, након којих се 16 побједника пласирало у главни жријеб. Квалификације су почеле 21. септембра, а у првој рунди, Филип Хорански је побиједио Маријуса Копила са 6 : 2, 6 : 1, док је истим резултатом Дмитриј Попко побиједио Андреу Коларинија, а најубедљивију побједу остварили су Констант Лестјен, који је побиједио Ендруа Хариса 6 : 1, 6 : 1 и Федерико Фереира Силва, који је побиједио Виктора Троицког 6 : 2, 6 : 0. Алесандро Ђанеси је побиједио Данила Петровића 6:4, 7 : 6 (10:8). Најдужи меч играли су Хуан Пабло Фисович и Брендон Накашима; Фисович је побиједио 5 : 7, 7 : 6 (7 : 1), 7 : 5. У дуелу тенисера који су својевремено наступали у полуфиналу Ролан Гароса, Марко Чекинато је побиједио Ернеста Гулбиса 6 : 3, 7 : 5.
У другој рунди, Хенри Лаксонен је побиједио Факунда Мену 6 : 1, 6 : 1, док је Данијел Алтмајер побиједио Хирокија Морију 6 : 1, 6 : 2. Лијам Броди је побиједио Ботика ван де Зандшулпа са 7 : 6 (7 : 5), 7 : 6 (10 : 8), Ули Бланш побиједио Ђан Марка Моронија 7 : 6 (10 : 8), 4 : 6, 6 : 3. Џејсон Јунг је елиминисао Томија Робреда, који је својевремено био на петом мјесту АТП листе, док је Бенџамин Бонзи побиједио 41-годишњег Ива Карловића 6 : 3, 7 : 6 (7 : 3), који је својевремено био на 14. мјесту на АТП листи. Данијел Елаи Галан је побиједио Марија Вилелу Мартинеза 7 : 6 (7 : 2), 6 : 0, придруживши се тако шесторици других тенисера који су добили сет са нулом. Португалац Фредерико Фереира Силва побиједио је Бразилца Жоаа Менезеса 7 : 6 (7 : 4), 7 : 6 (7 : 2), док је Александар Вукић побиједио Индијца Прајнеша Гунесварана 6 : 4, 7 : 6 (7 : 4).
У трећој и последњој рунди, Емилио Гомез је побиједио Дмитрија Попка 2 : 6, 6 : 4, 7 : 6 (7 : 1) и пласирао се у главни жријеб 30 година након што је његов отац — Андрес Гомез, наступао на турниру; Попко је имао меч лопту, али је Гомез преокренуо. Најубедљивију побједу остварио Марко Чекинато, који је побиједио Кимера Копејанса 6 : 1, 6 : 2. Џек Сок је побиједио Андреја Кузњецова са 7 : 6 (7 : 5), 7 : 6 (7 : 4), док је Никола Милојевић побиједио Леонарда Мајера 6 : 7 (4 : 7), 6 : 2, 6 : 3. Бенџамин Бонзи се пласирао у главни жријеб без борбе, јер му је Роберто Маркора предао меч. Лијам Броди је побиједио Марка Полманса 7 : 6 (7 : 5), 6 : 4; Данијел Алтмајер је побиједио Рубена Бемелманса 6 : 3, 1 : 6, 6 : 3 и пласирао се на први гренд слем турнир у каријери, док је Александар Вукић побиједио Џејсона Јунга 6 : 3, 3 : 6, 6 : 3 и такође се пласирао на неки гренд слем турнир први пут у каријери.
Кроз квалификације, пласман у главни жријеб изборили су:
- Данијел Алтмајер
- Бенџамин Бонзи
- Лијам Броди
- Марко Чекинато
- Стивен Дијез
- Лоренцо Ђустино
- Емилио Гомез
- Себастијан Корда
- Хенри Лаксонен
- Томаш Мачач
- Педро Мартинез
- Никола Милојевић
- Мајкл Моа
- Јуриј Родионов
- Џек Сок
- Александар Вукић

## Специјалне позивнице
Енди Мари је добио специјалну позивницу за турнир; Мари је играо финале Ролан Гароса 2016, када је изгубио од Ђоковића, а у каријери је освојио три гренд слем титуле.
Поред њега, специјалне позивнице добило је још седам млађих француских тенисера.
Специјалне позивнице добило је осам тенисера:
- Елиот Беншетри
- Иго Гастон
- Квентин Алис
- Антоан Оан
- Максим Жанвер
- Аролд Мајот
- Енди Мари
- Артур Риндеркнех

## Заштићено рангирање
Заштићено рангирање се додјељује тенисерима који су имали повреду дужи период и нису се такмичили минимум шест мјесеци, а заштићено рангирање им омогућава да наставе да играју гдје су стали, умјесто да крену испочетка, без бодова на АТП листи.
Право на учешће на основу заштићеног рангирања остварила су три тенисера:
- Кевин Андерсон
- Камил Мајчжак
- Макензи Макдоналд

## Срећни губитници
Велики број одустајања створио је простор за друге тенисере да учествују у главном жријебу; извучена су три срећна губитника од тенисера који су испали у квалификацијама, на основу њихових позиција на АТП листи. Марк Полманс је извучен и постао је седми Аустралијанац у главном жријебу, што је највећи број тенисера из Аустралије на Ролан Гаросу након 20 година.
Укупно су тројица тенисера остварила право на учешће као срећни губитници:
- Данијел Елаи Галан
- Џејсон Јунг
- Марк Полманс

## Носиоци и фаворити
Рафаел Надал, који је од 2005. до 2019, освојио Ролан Гарос 12. пута, био је први фаворит и други носилац. Надал је на турниру доживио само два пораза, 2009. од Робина Содерлинга и 2015. од Ђоковића, док се 2016. повукао у трећој рунди због повреде скочног зглоба. Новак Ђоковић, као први тенисер свијета, био је први носилац и други фаворит. Ђоковић је освојио турнир 2016, када је у финалу побиједио Ендија Марија, док је три пута изгубио у финалу: од Надала 2012. и 2014. и од Станисласа Вавринке 2015. Трећи фаворит и трећи носилац био је Доминик Тим. Тим је играо двапут заредом у финалу — 2018. и 2019, али је оба пута поражен од Надала, док је прије почетка Ролан Гароса, освојио први гренд слем у каријери — Ју Ес опен 2020.
Четврти фаворит и пети носилац био је Стефанос Циципас, коме је најбољи резултат на турниру било четврто коло 2019, када је послије пет сати испао од Вавринке. Пети фаворит и шести носилац био је Александар Зверев, који је 2018. и 2019. стизао до четвртфинала, док је играо финале Ју Ес опена 2020. Данил Медведев је био четврти носилац, али шести фаворит. Није остварио ниједну побједу у каријери на Ролан Гаросу; три године заредом испао је у првом колу, док је 2019. играо финале Ју Ес опена. Седми фаворит и 16 носилац био је Вавринка, који је освојио турнир 2015, када је побиједио Ђоковића у финалу, док је 2017. изгубио од надала у финалу.
Дијего Шварцман био је девети фаворит и 12 носилац. Најбољи резултат на Ролан Гаросу било му је четвртфинале 2018, док је прије Ролан Гароса, побиједио Надала у четвртфиналу Мастерса у Риму, гдје је у финалу изгубио од Ђоковића. Енди Мари је био 11. фаворит, али није био међу носиоцима. Мари је због повреде имао неколико операција, а у јануару 2019. најавио је крај каријере, али је након неколико мјесеци објавио да се враћа тенису. Играо је у финалу 2016, када је изгубио од Ђоковића.
Најбоље пласирана 32. тенисера на АТП листи, од тенисера који су учествовали, постављени су за носиоце:
 1.    Новак Ђоковић (финале)
 2.    Рафаел Надал
 3.    Доминик Тим (четвртфинале)
 4.    Данил Медведев (прво коло)
 5.    Стефанос Циципас (полуфинале)
 6.    Александар Зверев (четврто коло)
 7.    Матео Беретини (треће коло)
 8.    Гаел Монфис (прво коло)
 9.    Денис Шаповалов (друго коло)
10.    Роберто Баутиста Агут (треће коло)
11.    Давид Гофен (прво коло)
12.    Дијего Шварцман (полуфинале)
13.    Андреј Рубљов (четвртфинале)
14.    Фабио Фоњини (прво коло)
15.    Карен Хачанов (четврто коло)
16.    Стан Вавринка (треће коло)
17.    Пабло Карењо Буста (четвртфинале)
18.    Григор Димитров (четврто коло)
19.    Феликс Оже Алијасим (прво коло)
20.    Кристијан Гарен (треће коло)
21.    Џон Изнер (друго коло)
22.    Душан Лајовић (друго коло)
23.    Беноа Пер (друго коло)
24.    Борна Ћорић (прво коло)
25.    Алекс де Минор (прво коло)
26.    Филип Крајиновић (прво коло)
27.    Тејлор Фриц (треће коло)
28.    Каспер Руд (треће коло)
29.    Хуберт Хуркач (прво коло)
30.    Јан Ленард Штуф (друго коло)
31.    Николоз Басилашвили (прво коло)
32.    Дан Еванс (прво коло)
Кликните на број носилаца појединачно како бисте отишли на њихов дио жријеба.

## Главни жријеб
Главни жријеб Ролан Гароса почео је 27. септембра, учествовало је 128 тенисера, који су били подијељени у осам група са по 16 играча, по четири групе у горњој и доњој половини жријеба. Играна су четири кола, а побједници група су се пласирали у завршницу турнира, у четвртфинале.
У првом колу, на првом мечу, Јаник Синер, 75. на АТП листи, побиједио је 11 носиоца Давида Гофена 3 : 0 (7 : 5, 6 : 0, 6 : 3), у свом првом мечу у каријери на Ролан Гаросу. Дијего Шварцман је на старту побиједио Миомира Кецмановића 3 : 0 (6 : 0, 6 : 1, 6 : 3), док је у дуелу два бивша гренд слем побједника, који су међусобно играли у полуфиналу Ролан Гароса 2016. и 2017, Вавринка побиједио Марија 3 : 0 (6 : 1, 6 : 3, 6 : 2), за сат и 37 минута. Кеј Нишикори је побиједио Дана Еванса 3 : 2 (1 : 6, 6 : 1, 7 : 6(7 : 3), 1 : 6, 6 : 4), Еванс је два сета освојио са 6 : 1, док је у трећем сету имао сет лопту, али је Нишикори освојио сет у тај-брејку; у петом сету, Нишикори је повео 3 : 0, Еванс изједначио на 3 : 3, док је у финишу почела киша, а Нишикори је узео брејк и побиједио 3 : 2. Лоренцо Ђустино је побиједио Корентина Мутеа 3 : 2 (0 : 6, 7 : 6(9 : 7), 7 : 6(7 : 3), 2 : 6, 18 : 16), након шест сати и пет минута, чиме је меч постао други најдужи у историји Ролан Гароса, након меча између Фабриса Сантороа и Арноа Клемонома 2004. године, који је трајао шест сати и 33 минута, а осми најдужи у историји тениса. Марко Чекинато, који се пласирао кроз квалификације, побиједио је 25 носиоца — Алекса де Минора 3 : 0 (7 : н(11 : 9), 6 : 4, 6 : 0), док је у дуелу Аргентинаца, Хуан Игнасио Лондеро побиједио Федерика Делбониса 3 : 2 (6 : 4, 7 : 6(7 : 1), 2 : 6, 1 : 6, 14 : 12), након скоро пет сати, док је пети сет трајао сат и 41 минут. Надал је побиједио Егора Герасимова 3 : 0 (6 : 4, 6 : 4, 6 : 2), док је, у другом дуелу гренд слем побједника у првом колу, Тим побиједио Марина Чилића 3 : 0 (6 : 4, 6 : 3, 6 : 3).
Четврти носилац — Данил Медведев, изгубио је од Мартона Фучовича 3 : 1 (6 : 4, 7 : 6, 2 : 6, 6 : 1), изгубивши тако у првом колу Ролан Гароса четврту годину заредом, гдје није остварио ниједну побједу у каријери. Тенис Сандгрен је побиједио Хуберта Хуркача 3 : 2 (7 : 5, 2 : 6, 4 : 6, 7 : 6(7 : 1), 11 : 9), док је Маркос Гирон побиједио Квентина Алиса 3 : 2 (7 : 5, 3 : 6, 6 : 7(7 : 1), 7 : 5, 8 : 6), поставши тако осми Американац који се пласирао у друго коло Ролан Гароса, што је највећи број Американаца у другом колу од 1996. године, када их је било десет. Фелисијано Лопез, који је некада био 12. на АТП листи, изгубио је од квалификанта, 186. на АТП листи, Данијела Алтмајера 3 : 0 (7 : 6(7 : 1), 6 : 4, 6 : 4), док је Андреј Рубљов побиједио Сема Кверија 3 : 2 (6 : 7(5 : 7), 6 : 7(4 : 7), 7 : 5, 6 : 4, 6 : 3), након што је губио 2 : 0. Стефанос Циципас је такође губио 2 : 0 у сетовима против Хауме Мунара, али је преокренуо и побиједио 3 : 2 (4 : 6, 2 : 6, 6 : 1, 6 : 4, 6 : 4), док је најубедљивију побједу остварио Роберто Карбаљес Баена, који је побиједио Стива Џонсона 3 : 0 (6 : 1, 6 : 1, 6 : 0). Ђоковић је побиједио Микаела Имера 3 : 0 (6 : 0, 6 : 2, 6 : 3), док је Кевин Андерсон, који се пласирао на турнир преко заштићеног рангирања, побиједио Ласла Ђереа 3 : 0 (6 : 2, 6 : 3, 6 : 4).
У другом колу, Иго Гастон је побиједио Јошихита Нишиоку 3 : 2 (6 : 4, 7 : 6 (7 : 4), 3 : 6, 6 : 2), док је Тим побиједио Џека Сока 3 : 0 (6 : 1, 6 : 3, 7 : 6 (8 : 6)). Тим је освојио прва два сета убједљиво, док је Сок у тај-брејку трећег сета имао три сет лопте заредом, али их није искористио и Тим је освојио сет и побиједио 3 : 0. Нишикори је изгубио од Стефана Траваље 3 : 2 (6 : 4, 2 : 6, 7 : 6(9 : 7), 4 : 6, 2 : 6), послије скоро четири сата, док је Себастијан Корда, 213. на АТП листи, побиједио 21. носиоца — Џона Изнера 3 : 1 (6 : 4, 6 : 4, 2 : 6, 6 : 4) и по први пут у каријери пласирао се у треће коло неког гренд слем турнира. Шварцман је побиједио Лоренца Ђустина 3 : 0 (6 : 1, 7 : 5, 6 : 0), а у другом сету, тенисери су направили седам брејкова. Надал је побиједио Макдоналда Макензија 3 : 0 (6 : 1, 6 : 0, 6 : 3), док је Александар Зверев побиједио Пјер-Иг Ербера 3 : 2 (2 : 6, 6 : 4, 7 : 6 (7 : 5), 4 : 6, 6 : 4), након четири сата. Карен Хачанов је побиједио Јиржија Веселог 3 : 2 (6 : 1, 6 : 7 (4 : 7), 7 : 6 (9 : 7), 7 : 6 (7 : 2)). Хачанов је имао сет и брејк предности, као и сет лопту у другом сету, али је Весели преокренуо и освојио други сет. У трећем сету, Весели је имао сет лопту у тај-брејку, али је Хачанов спасио и освојио сет, док је у четвртом сету, Весели имао предност 5 : 2 и три сет лопте, али је Хачанов преокренуо, освојио сет у тај-брејку и побиједио. Кристијан Гарин побиједио је Марка Полманса 3 : 1 (6 : 7 (5 : 7), 6 : 2, 7 : 6 (7 : 3), 6 : 4) и по први пут у каријери се пласирао у треће коло неког гренд слем турнира, док је Ђоковић побиједио Ричардаса Беранкиса 3 : 0 (6 : 1, 6 : 2, 6 : 2), за сат и 23 минута. Кевин Андерсон је побиједио 22. носиоца — Душана Лајовића 3 : 2 (6 : 2, 6 : 4, 3 : 6, 4 : 6, 6 : 3); Андерсон је повео 2 : 0 у сетовима, Лајовић је изједначио на 2 : 2, али је Андерсон освојио пети сет и пласирао се у треће коло, побиједивши два српска тенисера заредом.
У трећем колу, Тејлор Фриц је побиједио Лоренца Сонега 3 : 0 (7 : 6(7 : 5), 6 : 3, 7 : 6(19 : 17)). Сонего је освојио трећи сет у тај-брејку 19 : 17, што је најдужи тај-брејк у историји Ролан Гароса. Зверев је побиједио квалификанта и некадашњег полуфиналисту турнира — Марка Чекината 3 : 0 (6 : 1, 7 : 5, 6 : 3), док је 16. носилац — Станислас Вавринка, изгубио од 239. тенисера на АТП листи, који је добио специјалну позивницу за турнир — Ига Гастона 3 : 2 (2 : 6, 6 : 3, 6 : 3, 4 : 6, 6 : 0). Вавринка је освојио први сет убједљиво, али је изгубио други и трећи, након чега је изједначио на 2 : 2, али је Гастон освојио пети сет 6 : 0 и по први пут у каријери прошао у четврто коло неког гренд слем турнира, поставши тако најниже рангирани тенисер који се пласирао у четврто коло након Арноа ди Пасквалеа 2002. Надал је побиједио Траваљу 3 : 0 (6 : 1, 6 : 4, 6 : 0), док је Ђоковић побиједио Данијела Елаи Галана 3 : 0 (6 : 0, 6 : 3, 6 : 2). У дуелу Шпанаца, Пабло Карењо Буста побиједио Роберта Баутисту Агута 3 : 1 (6 : 4, 6 : 3, 5 : 7, 6 : 4), док је Данијел Алтмајер, 186. на АТП листи, побиједио седмог носиоца — Матеа Беретинија 3 : 0 (6 : 2, 7 : 6 (7 : 5), 6 : 4) и пласирао се у четврто коло на свом првом учешћу на неком гренд слем турниру. Рубљов је побиједио Андерсона 3 : 0 (6 : 3, 6 : 2, 6 : 3). Григор Димитров је водио против Карбаљеса Баене 2 : 0 (6 : 1, 6 : 3), након чега је Баена предао меч, док је Циципас водио такође 2 : 0 (6 : 1, 6 : 2) и 3 : 1 у трећем сету, када му је Аљаж Бедене предао меч.
У четвртом колу, Шварцман је побиједио Сонега 3 : 0 (6 : 1, 6 : 3, 6 : 4), док је Тим побиједио Гастона 3 : 2 (6 : 4, 6 : 4, 5 : 7, 3 : 6, 6 : 3), послије три и по сата. Тим је повео 2 : 0, али је Гастон изједначио на 2 : 2, док је у петом сету, Тим направио брејк у финишу и побиједио. Јаник Синер је побиједио Зверева 3 : 1 (6 : 3, 6 : 3, 4 : 6, 6 : 3) и тако постао први тенисер који се пласирао у четвртфинале Ролан Гароса на свом првом учешћу, након Надала 2005, а такође је постао најмлађи тенисер у четвртфиналу након Ђоковића 2006. Након меча, Зверев је изјавио да је имао грозницу и температуру, али да је био негативан на тесту на коронавирус. Надал је побиједио Корду 3 : 0 (6 : 1, 6 : 1, 6 : 2), док је Ђоковић побиједио Хачанова 3 : 0 (6 : 4, 6 : 3, 6 : 3) и 11 годину заредом пласирао се у четвртфинале Ролан Гароса. Рубљов је побиједио Фучовича 3 : 1 (6 : 7 (5 : 7), 7 : 5, 6 : 4, 7 : 6 (7 : 3)). Фучович је водио 1 : 0 и 5 : 2 у другом сету, али је Рубљов преокренуо и освојио сет 7 : 5. Фучович је у четвртом сету имао три сет лопте заредом, није их искористио и Рубљов је освојио сет у тај-брејку и побиједио. Карењо Буста је побиједио Алтмајера 3 : 0 (6 : 2, 7 : 5, 6 : 2), док је Циципас побиједио Димитрова 3 : 0 (6 : 3, 7 : 6 (11 : 9), 6 : 2). У другом сету, Димитров је прво спасио двије сет лопте, након чега није искористио своје двије сет лопте, док је Циципас искористио трећу и освојио сет у тај-брејку.
У четвртфиналу, Шварцман је побиједио Тима 3 : 2 (7 : 6 (7 : 1), 5 : 7 6 : 7 (6 : 8), 7 : 5, 6 : 2), послије пет сати и осам минута. У првом сету, обојица су направили по брејк, а у тај-брејку, Шварцман је побиједио 7 : 1; у другом сету, Шварцман је спасао седам брејк лопти, али је Тим направио брејк на 5 : 5, а затим на сервису освојио сет. У трећем сету, у првих пет гемова направили су четири брејка, а затим је Шварцман поново направио брејк и повео 5 : 3; сервирао је за 2 : 1 у сетовима, али је Тим вратио брејк, након чега се поново играо тај-брејк. Тим је повео 5 : 1, Шварцман је успио да дође до 6 : 6, али је Тим освојио сет са 8 : 6. У четвртом сету, Тим је повео 2 : 0, али је Шварцман направио два брејка заредом и преокренуо на 4 : 2; повео је 5 : 4 и имао је 40 : 0 на свом сервису, али је Тим спасао три сет лопте и изједначио на 5 : 5. У тај-брејку, Тим је повео 3 : 1, али је Шварцман преокренуо и освојио сет са 7 : 5. У петом сету, Шварцман је направио два брејка, освојио сет 6 : 2 и по први пут у каријери пласирао се у полуфинале неког гренд слем турнира. Надал је побиједио Синера 3 : 0 (7 : 6 (7 : 4), 6 : 4, 6 : 1). Синер је направио брејк у првом сету, при резултату 5 : 5, сервирао је за освајање првог сета, али је Надал вратио брејк и освојио сет у тај-брејку. У другом сету, Синер је направио брејк и повео 3 : 1, али је затим Надал направио два брејка и освојио сет. Трећи сет је Надал освојио са 6 : 1 и пласирао се у полуфинале Ролан Гароса по 13. пут. Њихов меч завршен је у 1.30 послије поноћи, због тога што је меч између Шварцмана и Тима трајао пет сати. Циципас је побиједио Рубљова 3 : 0 (7 : 5, 6 : 2, 6 : 3) и по први пут у каријери пласирао се у полуфинале, поставши тако први Грк икада који се пласирао у полуфинале Ролан Гароса. Ђоковић је побиједио Карења Бусту 3 : 1 (4 : 6, 6 : 2, 6 : 3, 6 : 4). Карењо Буста је направио два брејка у првом сету и освојио га са 6 : 4, Ђоковићу је указивана помоћ због повреде у другом сету, након чега је освојио сет са 6 : 2. У трећем сету направио је два брејка, у четвртом један и пласирао се у полуфинале. Након меча, Карењо Буста је оптужио Ђоковића да увијек тражи медицинску помоћ кад се ствари закомпликују.
У полуфиналу, Надал је побиједио Шварцмана 3 : 0 (6 : 3, 6 : 3, 7 : 6 (7 : 0)). Шварцман је у првом гему имао двије брејк лопте, Надал их је спасио, а затим направио брејк; Шварцман је вратио брејк, али је Надал направио поново брејк и освојио сет 6 : 3. У другом сету, Надал је такође направио два брејка и освојио га 6 : 3, док су у трећем сету оба тенисера направила по два брејка. Шварцман је имао и двије брејк лопте при резултату 5 : 5, али их није искористио. У тај-брејку, Надал је освојио сет са 7 : 0 и пласирао се у финале 13. пут, а шести пут без изгубљеног сета. У другом полуфиналу, Ђоковић је побиједио Циципаса 3 : 2 (6 : 3, 6 : 2, 5 : 7, 4 : 6, 6 : 1). У првом сету, Циципас је у првом гему имао четири брејк лопте, али их није искористио, након чега је Ђоковић у другом гему направио брејк, а затим освојио сет 6 : 3. У другом сету, Циципас је поново имао двије брејк лопте на старту, али их није искористио. При резултату 2 : 2, Циципас је, на свом сервису, водио 40 : 0, Ђоковић је преокренуо и направио брејк, након чега је освојио сет 6 : 3 и повео 2 : 0. И на старту трећег сета, Циципас је имао двије брејк лопте, али их није искористио. При резултату 4 : 4, Ђоковић је направио брејк, повео 5 : 4, затим имао меч лопту на свој сервис, али је Циципас спасао и направио брејк. Освојио је и наредна два гема и освојио сет 7 : 5. У четвртом сету, Циципас је повео 2 : 0, освојивши укупно пет гемова заредом, али је Ђоковић успио да врати брејк и да изједначи. Циципас је повео 5 : 4, Ђоковић је имао вођство од 40 : 0 на свом сервису, али је Циципас преокренуо, направио брејк, освојио сет са 6 : 4 и изједначио на 2 : 2. У петом сету, Ђоковић је направио три брејка, освојио сет 6 : 1 и пласирао се у финале пети пут.
Финале је играно 11. октобра, био је то 56. меч између Надала и Ђоковића, а Ђоковић је водио 29 : 26. Први међусобни меч одиграли су на Ролан Гаросу 2006, када је Ђоковић одустао у трећем сету због повреде леђа. На Ролан Гаросу одиграли су укупно седам мечева, а Надал је водио 6 : 1; Ђоковић је једину побједу остварио 2015, када је побиједио у четвртфиналу, а касније изгубио од Вавринке у финалу. Надал је побиједио 3 : 0 (6 : 0, 6 : 2, 7 : 5). У првом сету, Надал је повео 3 : 0, након чега је Ђоковић имао три брејк лопте, али их није искористио. При вођству Надала од 4 : 0, Ђоковић је на свом сервису имао 40 : 0, али је Надал преокренуо и направио трећи брејк и освојио сет са 6 : 0, што је било други пут у каријери да освоји сет против Ђоковића 6 : 0. У другом сету, Надал је у првом гему имао три брејк лопте, али их није искористио и Ђоковић је освојио први гем у финалу; Надал је затим направио два брејка и освојио други сет са 6 : 2. У трећем сету, Надал је направио брејк и повео 3 : 2, али је Ђоковић вратио брејк и изједначио на 3 : 3. Ђоковић је имао вођство 5 : 4, али је Надал направио брејк, освојио три гема заредом, освојио сет 7 : 5 и побиједио 3 : 0, дошавши до 26. побједе против Ђоковића. Надал је тако освојио Ролан Гарос по 13. пут у каријери, у 13. финалу које је играо; остварио је стоту побједу на Ролан Гаросу, уз само два пораза, поставши тако први тенисер, и у мушкој и у женској конкуренцији, који је остварио 100 побједа на Ролан Гаросу и други тенисер у историји који је остварио 100 побједа на неком гренд слем турниру, након Федерера, који је остварио 100 побједа на Вимблдону и Аустралијан опену. Четврти пут у каријери је освојио Ролан Гарос без иједног изгубљеног сета током цијелог турнира, а први пут у историји, побједници и у мушкој и у женској конкуренцији нису изгубили ниједан сет на турниру. Освајањем Ролан Гароса, изједначио се са Федерером са укупно 20 освојених гренд слем турнира.

## Резултати
Легенда
- — квалификант 

- — позивница организатора 

- — „срећни губитник” 

- — замјена 

- — посебна поштеда 

- — заштићено рангирање 

- — предаја прије меча 

- — предаја у току меча 

- — дисквалификација током меча 


### Завршница
|  | Четвртфинале | Четвртфинале       | Четвртфинале | Четвртфинале     | Четвртфинале | Четвртфинале | Четвртфинале |               |               | Полуфинале      | Полуфинале | Полуфинале | Полуфинале | Полуфинале | Полуфинале | Полуфинале |  |  | Финале | Финале | Финале | Финале | Финале | Финале | Финале |  |
|  |              |                    |              |                  |              |              |              |               |               |                 |            |            |            |            |            |            |  |  |        |        |        |        |        |        |        |  |
|  |              |                    |              |                  |              |              |              |               |               |                 |            |            |            |            |            |            |  |  |        |        |        |        |        |        |        |  |
|  | 1            | Новак Ђоковић      | 4            | 6                | 6            | 6            |              |               |               |                 |            |            |            |            |            |            |  |  |        |        |        |        |        |        |        |  |
|  | 1            | Новак Ђоковић      | 4            | 6                | 6            | 6            |              |               |               |                 |            |            |            |            |            |            |  |  |        |        |        |        |        |        |        |  |
|  | 17           | Пабло Карењо Буста | 6            | 2                | 3            | 4            |              |               |               |                 |            |            |            |            |            |            |  |  |        |        |        |        |        |        |        |  |
|  | 17           | Пабло Карењо Буста | 6            | 2                | 3            | 4            |              | 1             | Новак Ђоковић | 6               | 6          | 5          | 4          | 6          |            |            |  |  |        |        |        |        |        |        |        |  |
|  |              |                    |              |                  |              |              |              | 1             | Новак Ђоковић | 6               | 6          | 5          | 4          | 6          |            |            |  |  |        |        |        |        |        |        |        |  |
|  |              |                    | 5            | Стефанос Циципас | 3            | 2            | 7            | 6             | 1             |                 |            |            |            |            |            |            |  |  |        |        |        |        |        |        |        |  |
|  | 13           | Андреј Рубљов      | 5            | Стефанос Циципас | 3            | 2            | 7            | 6             | 1             | 5               | 2          | 3          |            |            |            |            |  |  |        |        |        |        |        |        |        |  |
|  | 13           | Андреј Рубљов      |              |                  |              |              |              |               |               |                 |            | 3          |            |            |            |            |  |  |        |        |        |        |        |        |        |  |
|  | 5            | Стефанос Циципас   | 7            | 6                | 6            |              |              |               |               |                 |            |            |            |            |            |            |  |  |        |        |        |        |        |        |        |  |
|  | 5            | Стефанос Циципас   | 7            | 6                | 6            |              | 1            | Новак Ђоковић | 0             | 2               | 5          |            |            |            |            |            |  |  |        |        |        |        |        |        |        |  |
|  |              |                    |              |                  |              |              |              |               |               |                 |            |            |            |            |            |            |  |  |        |        |        |        |        |        |        |  |
|  |              |                    | 2            | Рафаел Надал     | 6            | 6            | 7            |               |               |                 |            |            |            |            |            |            |  |  |        |        |        |        |        |        |        |  |
|  | 12           | Дијего Шварцман    | 2            | Рафаел Надал     | 6            | 6            | 7            | 7             | 5             | 6               | 7          | 6          |            |            |            |            |  |  |        |        |        |        |        |        |        |  |
|  | 12           | Дијего Шварцман    |              |                  |              |              |              |               |               |                 |            | 6          |            |            |            |            |  |  |        |        |        |        |        |        |        |  |
|  | 3            | Доминик Тим        | 61           | 7                | 78           | 65           | 2            |               |               |                 |            |            |            |            |            |            |  |  |        |        |        |        |        |        |        |  |
|  | 3            | Доминик Тим        | 61           | 7                | 78           | 65           | 2            |               | 12            | Дијего Шварцман | 3          | 3          | 60         |            |            |            |  |  |        |        |        |        |        |        |        |  |
|  |              |                    |              |                  |              |              |              |               | 12            | Дијего Шварцман | 3          | 3          | 60         |            |            |            |  |  |        |        |        |        |        |        |        |  |
|  |              |                    | 2            | Рафаел Надал     | 6            | 6            | 7            |               |               |                 |            |            |            |            |            |            |  |  |        |        |        |        |        |        |        |  |
|  |              | Јаник Синер        | 2            | Рафаел Надал     | 6            | 6            | 7            | 64            | 4             | 1               |            |            |            |            |            |            |  |  |        |        |        |        |        |        |        |  |
|  |              |                    |              |                  |              |              |              |               |               | 1               |            |            |            |            |            |            |  |  |        |        |        |        |        |        |        |  |
|  | 2            | Рафаел Надал       | 7            | 6                | 6            |              |              |               |               |                 |            |            |            |            |            |            |  |  |        |        |        |        |        |        |        |  |
|  | 2            | Рафаел Надал       | 7            | 6                | 6            |              |              |               |               |                 |            |            |            |            |            |            |  |  |        |        |        |        |        |        |        |  |
|  |              |                    |              |                  |              |              |              |               |               |                 |            |            |            |            |            |            |  |  |        |        |        |        |        |        |        |  |

### Горња половина

#### Група 1
|  | Прво коло | Прво коло     | Прво коло | Прво коло | Прво коло | Прво коло | Прво коло |  |  | Друго коло | Друго коло  | Друго коло | Друго коло | Друго коло | Друго коло | Друго коло |  |  | Треће коло | Треће коло  | Треће коло | Треће коло | Треће коло | Треће коло | Треће коло |  |  | Четврто коло | Четврто коло | Четврто коло | Четврто коло | Четврто коло | Четврто коло | Четврто коло |  |
|  |           |               |           |           |           |           |           |  |  |            |             |            |            |            |            |            |  |  |            |             |            |            |            |            |            |  |  |              |              |              |              |              |              |              |  |
|  | 1         | Н. Ђоковић    | 6         | 6         | 6         |           |           |  |  |            |             |            |            |            |            |            |  |  |            |             |            |            |            |            |            |  |  |              |              |              |              |              |              |              |  |
|  |           | М. Имер       | 0         | 2         | 3         |           |           |  |  | 1          | Н. Ђоковић  | 6          | 6          | 6          |            |            |  |  |            |             |            |            |            |            |            |  |  |              |              |              |              |              |              |              |  |
|  |           | И. Делијен    | 1         | 4         | 4         |           |           |  |  |            | Р. Беранкис | 1          | 2          | 2          |            |            |  |  |            |             |            |            |            |            |            |  |  |              |              |              |              |              |              |              |  |
|  |           | Р. Беранкис   | 6         | 6         | 6         |           |           |  |  |            |             |            |            |            |            |            |  |  | 1          | Н. Ђоковић  | 6          | 6          | 6          |            |            |  |  |              |              |              |              |              |              |              |  |
|  | LL        | Д. Е. Галан   | 4         | 6         | 5         | 6         | 6         |  |  |            |             |            |            |            |            |            |  |  | LL         | Д. Е. Галан | 0          | 3          | 2          |            |            |  |  |              |              |              |              |              |              |              |  |
|  |           | К. Нори       | 6         | 3         | 7         | 1         | 1         |  |  | LL         | Д. Е. Галан | 6          | 6          | 6          |            |            |  |  |            |             |            |            |            |            |            |  |  |              |              |              |              |              |              |              |  |
|  |           | Т. Сандгрен   | 7         | 2         | 4         | 7         | 11        |  |  |            | Т. Сандгрен | 2          | 2          | 3          |            |            |  |  |            |             |            |            |            |            |            |  |  |              |              |              |              |              |              |              |  |
|  | 29        | Х. Хуркач     | 5         | 6         | 6         | 61        | 9         |  |  |            |             |            |            |            |            |            |  |  | 1          | Н. Ђоковић  | 6          | 6          | 6          |            |            |  |  |              |              |              |              |              |              |              |  |
|  | 20        | К. Гарин      | 6         | 4         | 6         | 6         |           |  |  |            |             |            |            |            |            |            |  |  |            |             |            |            |            |            |            |  |  | 15           | К. Хачанов   | 4            | 3            | 3            |              |              |  |
|  |           | Ф. Колшрајбер | 4         | 6         | 1         | 4         |           |  |  | 20         | К. Гарин    | 65         | 6          | 7          | 6          |            |  |  |            |             |            |            |            |            |            |  |  |              |              |              |              |              |              |              |  |
|  |           | И. Имбер      | 2         | 2         | 6         | 3         |           |  |  | LL         | М. Полманс  | 7          | 2          | 63         | 4          |            |  |  |            |             |            |            |            |            |            |  |  |              |              |              |              |              |              |              |  |
|  | LL        | М. Полманс    | 6         | 6         | 3         | 6         |           |  |  |            |             |            |            |            |            |            |  |  | 20         | К. Гарин    | 2          | 6          | 4          | 2          |            |  |  |              |              |              |              |              |              |              |  |
|  |           | Ј. Весели     | 6         | 5         | 6         | 6         |           |  |  |            |             |            |            |            |            |            |  |  | 15         | К. Хачанов  | 6          | 3          | 6          | 6          |            |  |  |              |              |              |              |              |              |              |  |
|  | Q         | Л. Броди      | 2         | 7         | 3         | 2         |           |  |  |            | Ј. Весели   | 1          | 7          | 67         | 62         |            |  |  |            |             |            |            |            |            |            |  |  |              |              |              |              |              |              |              |  |
|  | PR        | К. Мајчжак    | 63        | 3         | 3         |           |           |  |  | 15         | К. Хачанов  | 6          | 64         | 79         | 7          |            |  |  |            |             |            |            |            |            |            |  |  |              |              |              |              |              |              |              |  |
|  | 15        | К. Хачанов    | 7         | 6         | 6         |           |           |  |  |            |             |            |            |            |            |            |  |  |            |             |            |            |            |            |            |  |  |              |              |              |              |              |              |              |  |

#### Група 2
|  | Прво коло | Прво коло        | Прво коло | Прво коло | Прво коло | Прво коло | Прво коло |  |  | Друго коло | Друго коло       | Друго коло | Друго коло | Друго коло | Друго коло | Друго коло |  |  | Треће коло | Треће коло       | Треће коло | Треће коло | Треће коло | Треће коло | Треће коло |  |  | Четврто коло | Четврто коло | Четврто коло | Четврто коло | Четврто коло | Четврто коло | Четврто коло |  |
|  |           |                  |           |           |           |           |           |  |  |            |                  |            |            |            |            |            |  |  |            |                  |            |            |            |            |            |  |  |              |              |              |              |              |              |              |  |
|  | 10        | Р. Баутиста Агут | 7         | 6         | 6         |           |           |  |  |            |                  |            |            |            |            |            |  |  |            |                  |            |            |            |            |            |  |  |              |              |              |              |              |              |              |  |
|  |           | Р. Гаске         | 65        | 2         | 1         |           |           |  |  | 10         | Р. Баутиста Агут | 6          | 6          | 6          |            |            |  |  |            |                  |            |            |            |            |            |  |  |              |              |              |              |              |              |              |  |
|  |           | Ј. Учијума       | 2         | 3         | 5         |           |           |  |  |            | А. Балаж         | 3          | 1          | 2          |            |            |  |  |            |                  |            |            |            |            |            |  |  |              |              |              |              |              |              |              |  |
|  |           | А. Балаж         | 6         | 6         | 7         |           |           |  |  |            |                  |            |            |            |            |            |  |  | 10         | Р. Баутиста Агут | 4          | 3          | 7          | 4          |            |  |  |              |              |              |              |              |              |              |  |
|  |           | Г. Пеља          | 78        | 64        | 7         | 6         |           |  |  |            |                  |            |            |            |            |            |  |  | 17         | П. Карењо Буста  | 6          | 6          | 5          | 6          |            |  |  |              |              |              |              |              |              |              |  |
|  |           | С. Карузо        | 6         | 7         | 5         | 4         |           |  |  |            | Г. Пеља          | 3          | 2          | 1          |            |            |  |  |            |                  |            |            |            |            |            |  |  |              |              |              |              |              |              |              |  |
|  |           | Џ. Милман        | 3         | 2         | 5         |           |           |  |  | 17         | П. Карењо Буста  | 6          | 6          | 6          |            |            |  |  |            |                  |            |            |            |            |            |  |  |              |              |              |              |              |              |              |  |
|  | 17        | П. Карењо Буста  | 6         | 6         | 7         |           |           |  |  |            |                  |            |            |            |            |            |  |  | 17         | П. Карењо Буста  | 6          | 7          | 6          |            |            |  |  |              |              |              |              |              |              |              |  |
|  | 30        | Ј. Л. Штруф      | 3         | 7         | 6         | 62        | 6         |  |  |            |                  |            |            |            |            |            |  |  |            |                  |            |            |            |            |            |  |  | Q            | Д. Алтмајер  | 2            | 5            | 2            |              |              |  |
|  |           | Ф. Тиафо         | 6         | 65        | 3         | 7         | 3         |  |  | 30         | Ј. Л. Штруф      | 3          | 64         | 3          |            |            |  |  |            |                  |            |            |            |            |            |  |  |              |              |              |              |              |              |              |  |
|  | Q         | Д. Алтмајер      | 7         | 6         | 6         |           |           |  |  | Q          | Д. Алтмајер      | 6          | 7          | 6          |            |            |  |  |            |                  |            |            |            |            |            |  |  |              |              |              |              |              |              |              |  |
|  |           | Ф. Лопез         | 61        | 4         | 4         |           |           |  |  |            |                  |            |            |            |            |            |  |  | Q          | Д. Алтмајер      | 6          | 7          | 6          |            |            |  |  |              |              |              |              |              |              |              |  |
|  |           | Л. Харис         | 6         | 6         | 79        |           |           |  |  |            |                  |            |            |            |            |            |  |  | 7          | М. Беретини      | 2          | 65         | 4          |            |            |  |  |              |              |              |              |              |              |              |  |
|  |           | А. Попирин       | 4         | 4         | 67        |           |           |  |  |            | Л. Харис         | 4          | 6          | 2          | 3          |            |  |  |            |                  |            |            |            |            |            |  |  |              |              |              |              |              |              |              |  |
|  |           | В. Посписил      | 3         | 1         | 3         |           |           |  |  | 7          | М. Беретини      | 6          | 4          | 6          | 6          |            |  |  |            |                  |            |            |            |            |            |  |  |              |              |              |              |              |              |              |  |
|  | 7         | М. Беретини      | 6         | 6         | 6         |           |           |  |  |            |                  |            |            |            |            |            |  |  |            |                  |            |            |            |            |            |  |  |              |              |              |              |              |              |              |  |

#### Група 3
|  | Прво коло | Прво коло           | Прво коло | Прво коло | Прво коло | Прво коло | Прво коло |  |  | Друго коло | Друго коло          | Друго коло | Друго коло | Друго коло | Друго коло | Друго коло |  |  | Треће коло | Треће коло  | Треће коло | Треће коло | Треће коло | Треће коло | Треће коло |  |  | Четврто коло | Четврто коло | Четврто коло | Четврто коло | Четврто коло | Четврто коло | Четврто коло |  |
|  |           |                     |           |           |           |           |           |  |  |            |                     |            |            |            |            |            |  |  |            |             |            |            |            |            |            |  |  |              |              |              |              |              |              |              |  |
|  | 4         | Д. Медведев         | 4         | 63        | 6         | 1         |           |  |  |            |                     |            |            |            |            |            |  |  |            |             |            |            |            |            |            |  |  |              |              |              |              |              |              |              |  |
|  |           | М. Фучович          | 6         | 7         | 2         | 6         |           |  |  |            | М. Фучович          | 7          | 6          | 7          |            |            |  |  |            |             |            |            |            |            |            |  |  |              |              |              |              |              |              |              |  |
|  |           | А. Манарино         | 4         | 3         | 0         |           |           |  |  |            | А. Рамос Вињолас    | 62         | 3          | 5          |            |            |  |  |            |             |            |            |            |            |            |  |  |              |              |              |              |              |              |              |  |
|  |           | А. Рамос Вињолас    | 6         | 6         | 6         |           |           |  |  |            |                     |            |            |            |            |            |  |  |            | М. Фучович  | 7          | 6          | 6          |            |            |  |  |              |              |              |              |              |              |              |  |
|  | WC        | К. Алис             | 5         | 6         | 7         | 5         | 6         |  |  |            |                     |            |            |            |            |            |  |  |            | Т. Монтеиро | 5          | 1          | 3          |            |            |  |  |              |              |              |              |              |              |              |  |
|  |           | М. Гирон            | 7         | 3         | 65        | 7         | 8         |  |  |            | М. Гирон            | 65         | 4          | 1          |            |            |  |  |            |             |            |            |            |            |            |  |  |              |              |              |              |              |              |              |  |
|  |           | Т. Монтеиро         | 7         | 6         | 6         |           |           |  |  |            | Т. Монтеиро         | 7          | 6          | 6          |            |            |  |  |            |             |            |            |            |            |            |  |  |              |              |              |              |              |              |              |  |
|  | 31        | Н. Басилашвили      | 5         | 4         | 2         |           |           |  |  |            |                     |            |            |            |            |            |  |  |            | М. Фучович  | 7          | 5          | 4          | 63         |            |  |  |              |              |              |              |              |              |              |  |
|  | 22        | Д. Лајовић          | 6         | 7         | 4         | 6         |           |  |  |            |                     |            |            |            |            |            |  |  |            |             |            |            |            |            |            |  |  | 13           | А. Рубљов    | 64           | 7            | 6            | 7            |              |  |
|  |           | Ђ. Мађер            | 4         | 64        | 6         | 1         |           |  |  | 22         | Д. Лајовић          | 2          | 4          | 6          | 6          | 3          |  |  |            |             |            |            |            |            |            |  |  |              |              |              |              |              |              |              |  |
|  |           | Л. Ђере             | 2         | 3         | 4         |           |           |  |  | PR         | К. Андерсон         | 6          | 6          | 4          | 3          | 6          |  |  |            |             |            |            |            |            |            |  |  |              |              |              |              |              |              |              |  |
|  | PR        | К. Андерсон         | 6         | 6         | 6         |           |           |  |  |            |                     |            |            |            |            |            |  |  | PR         | К. Андерсон | 3          | 2          | 3          |            |            |  |  |              |              |              |              |              |              |              |  |
|  | WC        | А. Мајот            | 65        | 3         | 5         |           |           |  |  |            |                     |            |            |            |            |            |  |  | 13         | А. Рубљов   | 6          | 6          | 6          |            |            |  |  |              |              |              |              |              |              |              |  |
|  |           | А. Давидович Фокина | 7         | 6         | 7         |           |           |  |  |            | А. Давидович Фокина | 5          | 1          | 6          | 1          |            |  |  |            |             |            |            |            |            |            |  |  |              |              |              |              |              |              |              |  |
|  |           | С. Квери            | 7         | 7         | 5         | 4         | 3         |  |  | 13         | А. Рубљов           | 7          | 6          | 3          | 6          |            |  |  |            |             |            |            |            |            |            |  |  |              |              |              |              |              |              |              |  |
|  | 13        | А. Рубљов           | 65        | 64        | 7         | 6         | 6         |  |  |            |                     |            |            |            |            |            |  |  |            |             |            |            |            |            |            |  |  |              |              |              |              |              |              |              |  |

#### Група 4
|  | Прво коло | Прво коло         | Прво коло | Прво коло | Прво коло | Прво коло | Прво коло |  |  | Друго коло | Друго коло        | Друго коло | Друго коло | Друго коло | Друго коло | Друго коло |  |  | Треће коло | Треће коло        | Треће коло | Треће коло | Треће коло | Треће коло | Треће коло |  |  | Четврто коло | Четврто коло | Четврто коло | Четврто коло | Четврто коло | Четврто коло | Четврто коло |  |
|  |           |                   |           |           |           |           |           |  |  |            |                   |            |            |            |            |            |  |  |            |                   |            |            |            |            |            |  |  |              |              |              |              |              |              |              |  |
|  | 9         | Д. Шаповалов      | 6         | 7         | 5         | 6         |           |  |  |            |                   |            |            |            |            |            |  |  |            |                   |            |            |            |            |            |  |  |              |              |              |              |              |              |              |  |
|  |           | Ж. Симон          | 2         | 5         | 7         | 3         |           |  |  | 9          | Д. Шаповалов      | 5          | 7          | 3          | 6          | 6          |  |  |            |                   |            |            |            |            |            |  |  |              |              |              |              |              |              |              |  |
|  |           | С. Џонсон         | 1         | 1         | 0         |           |           |  |  |            | Р. Карбаљес Баена | 7          | 65         | 6          | 3          | 8          |  |  |            |                   |            |            |            |            |            |  |  |              |              |              |              |              |              |              |  |
|  |           | Р. Карбаљес Баена | 6         | 6         | 6         |           |           |  |  |            |                   |            |            |            |            |            |  |  |            | Р. Карбаљес Баена | 1          | 3          | 0r         |            |            |  |  |              |              |              |              |              |              |              |  |
|  |           | А. Мартин         | 7         | 6         | 6         |           |           |  |  |            |                   |            |            |            |            |            |  |  | 18         | Г. Димитров       | 6          | 6          | 0          |            |            |  |  |              |              |              |              |              |              |              |  |
|  |           | Ж. Соуза          | 5         | 1         | 2         |           |           |  |  |            | А. Мартин         | 4          | 65         | 1          |            |            |  |  |            |                   |            |            |            |            |            |  |  |              |              |              |              |              |              |              |  |
|  |           | Г. Барер          | 3         | 2         | 2         |           |           |  |  | 18         | Г. Димитров       | 6          | 7          | 6          |            |            |  |  |            |                   |            |            |            |            |            |  |  |              |              |              |              |              |              |              |  |
|  | 18        | Г. Димитров       | 6         | 6         | 6         |           |           |  |  |            |                   |            |            |            |            |            |  |  | 18         | Г. Димитров       | 3          | 69         | 2          |            |            |  |  |              |              |              |              |              |              |              |  |
|  | 26        | Ф. Крајиновић     | 4         | 6         | 3         | 1         |           |  |  |            |                   |            |            |            |            |            |  |  |            |                   |            |            |            |            |            |  |  | 5            | С. Циципас   | 6            | 711          | 6            |              |              |  |
|  | Q         | Н. Милојевић      | 6         | 3         | 6         | 6         |           |  |  | Q          | Н. Милојевић      | 5          | 6          | 1          | 64         |            |  |  |            |                   |            |            |            |            |            |  |  |              |              |              |              |              |              |              |  |
|  |           | А. Бедене         | 6         | 67        | 6         | 6         |           |  |  |            | А. Бедене         | 7          | 2          | 6          | 7          |            |  |  |            |                   |            |            |            |            |            |  |  |              |              |              |              |              |              |              |  |
|  | WC        | А. Риндеркнех     | 2         | 79        | 4         | 4         |           |  |  |            |                   |            |            |            |            |            |  |  |            | А. Бедене         | 1          | 2          | 1r         |            |            |  |  |              |              |              |              |              |              |              |  |
|  | Q         | Х. Лаксонен       | 1         | 6         | 4         | 2         |           |  |  |            |                   |            |            |            |            |            |  |  | 5          | С. Циципас        | 6          | 6          | 3          |            |            |  |  |              |              |              |              |              |              |              |  |
|  |           | П. Куевас         | 6         | 2         | 6         | 6         |           |  |  |            | П. Куевас         | 1          | 4          | 2          |            |            |  |  |            |                   |            |            |            |            |            |  |  |              |              |              |              |              |              |              |  |
|  |           | Х. Мунар          | 6         | 6         | 1         | 4         | 4         |  |  | 5          | С. Циципас        | 6          | 6          | 6          |            |            |  |  |            |                   |            |            |            |            |            |  |  |              |              |              |              |              |              |              |  |
|  | 5         | С. Циципас        | 4         | 2         | 6         | 6         | 6         |  |  |            |                   |            |            |            |            |            |  |  |            |                   |            |            |            |            |            |  |  |              |              |              |              |              |              |              |  |

### Доња половина

#### Група 5
|  | Прво коло | Прво коло     | Прво коло | Прво коло | Прво коло | Прво коло | Прво коло |  |  | Друго коло | Друго коло  | Друго коло | Друго коло | Друго коло | Друго коло | Друго коло |  |  | Треће коло | Треће коло  | Треће коло | Треће коло | Треће коло | Треће коло | Треће коло |  |  | Четврто коло | Четврто коло | Четврто коло | Четврто коло | Четврто коло | Четврто коло | Четврто коло |  |
|  |           |               |           |           |           |           |           |  |  |            |             |            |            |            |            |            |  |  |            |             |            |            |            |            |            |  |  |              |              |              |              |              |              |              |  |
|  | 8         | Г. Монфис     | 4         | 5         | 6         | 3         |           |  |  |            |             |            |            |            |            |            |  |  |            |             |            |            |            |            |            |  |  |              |              |              |              |              |              |              |  |
|  |           | А. Бублик     | 6         | 7         | 3         | 6         |           |  |  |            | А. Бублик   | 68         | 1          | 5          |            |            |  |  |            |             |            |            |            |            |            |  |  |              |              |              |              |              |              |              |  |
|  | Q         | Е. Гомез      | 78        | 3         | 1         | 7         | 3         |  |  |            | Л. Сонего   | 710        | 6          | 7          |            |            |  |  |            |             |            |            |            |            |            |  |  |              |              |              |              |              |              |              |  |
|  |           | Л. Сонего     | 6         | 6         | 6         | 64        | 6         |  |  |            |             |            |            |            |            |            |  |  |            | Л. Сонего   | 7          | 6          | 719        |            |            |  |  |              |              |              |              |              |              |              |  |
|  |           | Џ. Томпсон    | 2         | 4         | 1         |           |           |  |  |            |             |            |            |            |            |            |  |  | 27         | Т. Фриц     | 65         | 3          | 617        |            |            |  |  |              |              |              |              |              |              |              |  |
|  |           | Р. Албот      | 6         | 6         | 6         |           |           |  |  |            | Р. Албот    | 3          | 2          | 4          |            |            |  |  |            |             |            |            |            |            |            |  |  |              |              |              |              |              |              |              |  |
|  | Q         | Т. Мачач      | 5         | 62        | 6         | 6         | 3         |  |  | 27         | Т. Фриц     | 6          | 6          | 6          |            |            |  |  |            |             |            |            |            |            |            |  |  |              |              |              |              |              |              |              |  |
|  | 27        | Т. Фриц       | 7         | 7         | 1         | 2         | 6         |  |  |            |             |            |            |            |            |            |  |  |            | Л. Сонего   | 1          | 3          | 4          |            |            |  |  |              |              |              |              |              |              |              |  |
|  | 24        | Б. Ћорић      | 4         | 6         | 3         | 4         |           |  |  |            |             |            |            |            |            |            |  |  |            |             |            |            |            |            |            |  |  | 12           | Д. Шварцман  | 6            | 6            | 6            |              |              |  |
|  |           | Н. Гомбос     | 6         | 3         | 6         | 6         |           |  |  |            | Н. Гомбос   | 6          | 2          | 7          | 6          |            |  |  |            |             |            |            |            |            |            |  |  |              |              |              |              |              |              |              |  |
|  | Q         | Ј. Родионов   | 3         | 4         | 78        | 6         | 10        |  |  | Q          | Ј. Родионов | 2          | 6          | 64         | 4          |            |  |  |            |             |            |            |            |            |            |  |  |              |              |              |              |              |              |              |  |
|  |           | Ж. Шарди      | 6         | 6         | 6         | 4         | 8         |  |  |            |             |            |            |            |            |            |  |  |            | Н. Гомбос   | 63         | 3          | 3          |            |            |  |  |              |              |              |              |              |              |              |  |
|  |           | К. Муте       | 6         | 67        | 63        | 6         | 16        |  |  |            |             |            |            |            |            |            |  |  | 12         | Д. Шварцман | 7          | 6          | 6          |            |            |  |  |              |              |              |              |              |              |              |  |
|  | Q         | Л. Ђустино    | 0         | 79        | 7         | 2         | 18        |  |  | Q          | Л. Ђустино  | 1          | 5          | 0          |            |            |  |  |            |             |            |            |            |            |            |  |  |              |              |              |              |              |              |              |  |
|  |           | М. Кецмановић | 0         | 1         | 3         |           |           |  |  | 12         | Д. Шварцман | 6          | 7          | 6          |            |            |  |  |            |             |            |            |            |            |            |  |  |              |              |              |              |              |              |              |  |
|  | 12        | Д. Шварцман   | 6         | 6         | 6         |           |           |  |  |            |             |            |            |            |            |            |  |  |            |             |            |            |            |            |            |  |  |              |              |              |              |              |              |              |  |

#### Група 6
|  | Прво коло | Прво коло       | Прво коло | Прво коло | Прво коло | Прво коло | Прво коло |  |  | Друго коло | Друго коло  | Друго коло | Друго коло | Друго коло | Друго коло | Друго коло |  |  | Треће коло | Треће коло  | Треће коло | Треће коло | Треће коло | Треће коло | Треће коло |  |  | Четврто коло | Четврто коло | Четврто коло | Четврто коло | Четврто коло | Четврто коло | Четврто коло |  |
|  |           |                 |           |           |           |           |           |  |  |            |             |            |            |            |            |            |  |  |            |             |            |            |            |            |            |  |  |              |              |              |              |              |              |              |  |
|  | 16        | С. Вавринка     | 6         | 6         | 6         |           |           |  |  |            |             |            |            |            |            |            |  |  |            |             |            |            |            |            |            |  |  |              |              |              |              |              |              |              |  |
|  | WC        | Е. Мари         | 1         | 3         | 2         |           |           |  |  | 16         | С. Вавринка | 6          | 6          | 3          | 6          |            |  |  |            |             |            |            |            |            |            |  |  |              |              |              |              |              |              |              |  |
|  |           | Д. Кефер        | 6         | 3         | 6         | 6         |           |  |  |            | Д. Кефер    | 3          | 2          | 6          | 1          |            |  |  |            |             |            |            |            |            |            |  |  |              |              |              |              |              |              |              |  |
|  | WC        | А. Оан          | 2         | 6         | 1         | 1         |           |  |  |            |             |            |            |            |            |            |  |  | 16         | С. Вавринка | 6          | 3          | 3          | 6          | 0          |  |  |              |              |              |              |              |              |              |  |
|  | WC        | И. Гастон       | 7         | 6         | 6         |           |           |  |  |            |             |            |            |            |            |            |  |  | WC         | И. Гастон   | 2          | 6          | 6          | 4          | 6          |  |  |              |              |              |              |              |              |              |  |
|  | WC        | М. Жанвер       | 65        | 4         | 3         |           |           |  |  | WC         | И. Гастон   | 6          | 7          | 3          | 6          |            |  |  |            |             |            |            |            |            |            |  |  |              |              |              |              |              |              |              |  |
|  |           | Ј. Нишиока      | 7         | 6         | 6         |           |           |  |  |            | Ј. Нишиока  | 4          | 64         | 6          | 2          |            |  |  |            |             |            |            |            |            |            |  |  |              |              |              |              |              |              |              |  |
|  | 19        | Ф. Оже Алијасим | 5         | 3         | 3         |           |           |  |  |            |             |            |            |            |            |            |  |  | WC         | И. Гастон   | 4          | 4          | 7          | 6          | 3          |  |  |              |              |              |              |              |              |              |  |
|  | 28        | К. Руд          | 6         | 6         | 6         |           |           |  |  |            |             |            |            |            |            |            |  |  |            |             |            |            |            |            |            |  |  | 3            | Д. Тим       | 6            | 6            | 5            | 3            | 6            |  |
|  |           | Ј. Сугита       | 1         | 3         | 1         |           |           |  |  | 28         | К. Руд      | 6          | 1          | 6          | 1          | 6          |  |  |            |             |            |            |            |            |            |  |  |              |              |              |              |              |              |              |  |
|  |           | Т. Пол          | 6         | 6         | 6         |           |           |  |  |            | Т. Пол      | 1          | 6          | 3          | 6          | 3          |  |  |            |             |            |            |            |            |            |  |  |              |              |              |              |              |              |              |  |
|  |           | Џ. Дакворт      | 2         | 3         | 2         |           |           |  |  |            |             |            |            |            |            |            |  |  | 28         | К. Руд      | 4          | 3          | 1          |            |            |  |  |              |              |              |              |              |              |              |  |
|  |           | Р. Опелка       | 4         | 4         | 3         |           |           |  |  |            |             |            |            |            |            |            |  |  | 3          | Д. Тим      | 6          | 6          | 6          |            |            |  |  |              |              |              |              |              |              |              |  |
|  | Q         | Џ. Сок          | 6         | 6         | 6         |           |           |  |  | Q          | Џ. Сок      | 1          | 3          | 6          |            |            |  |  |            |             |            |            |            |            |            |  |  |              |              |              |              |              |              |              |  |
|  |           | М. Чилић        | 4         | 3         | 3         |           |           |  |  | 3          | Д. Тим      | 6          | 6          | 78         |            |            |  |  |            |             |            |            |            |            |            |  |  |              |              |              |              |              |              |              |  |
|  | 3         | Д. Тим          | 6         | 6         | 6         |           |           |  |  |            |             |            |            |            |            |            |  |  |            |             |            |            |            |            |            |  |  |              |              |              |              |              |              |              |  |

#### Група 7
|  | Прво коло | Прво коло     | Прво коло | Прво коло | Прво коло | Прво коло | Прво коло |  |  | Друго коло | Друго коло    | Друго коло | Друго коло | Друго коло | Друго коло | Друго коло |  |  | Треће коло | Треће коло  | Треће коло | Треће коло | Треће коло | Треће коло | Треће коло |  |  | Четврто коло | Четврто коло | Четврто коло | Четврто коло | Четврто коло | Четврто коло | Четврто коло |  |
|  |           |               |           |           |           |           |           |  |  |            |               |            |            |            |            |            |  |  |            |             |            |            |            |            |            |  |  |              |              |              |              |              |              |              |  |
|  | 6         | А. Зверев     | 7         | 6         | 6         |           |           |  |  |            |               |            |            |            |            |            |  |  |            |             |            |            |            |            |            |  |  |              |              |              |              |              |              |              |  |
|  |           | Д. Новак      | 5         | 2         | 4         |           |           |  |  | 6          | А. Зверев     | 2          | 6          | 7          | 4          | 6          |  |  |            |             |            |            |            |            |            |  |  |              |              |              |              |              |              |              |  |
|  | Q         | М. Мо         | 3         | 2         | 3         |           |           |  |  |            | П. И. Ербер   | 6          | 4          | 65         | 6          | 4          |  |  |            |             |            |            |            |            |            |  |  |              |              |              |              |              |              |              |  |
|  |           | П. И. Ербер   | 6         | 6         | 6         |           |           |  |  |            |               |            |            |            |            |            |  |  | 6          | А. Зверев   | 6          | 7          | 6          |            |            |  |  |              |              |              |              |              |              |              |  |
|  |           | Ф. Делбонис   | 4         | 61        | 6         | 6         | 12        |  |  |            |               |            |            |            |            |            |  |  | Q          | М. Чекинато | 1          | 5          | 3          |            |            |  |  |              |              |              |              |              |              |              |  |
|  |           | Х. И. Лондеро | 6         | 7         | 2         | 1         | 14        |  |  |            | Х. И. Лондеро | 3          | 2          | 7          | 2          |            |  |  |            |             |            |            |            |            |            |  |  |              |              |              |              |              |              |              |  |
|  | Q         | М. Чекинато   | 711       | 6         | 6         |           |           |  |  | Q          | М. Чекинато   | 6          | 6          | 5          | 6          |            |  |  |            |             |            |            |            |            |            |  |  |              |              |              |              |              |              |              |  |
|  | 25        | А. Де Минор   | 69        | 4         | 0         |           |           |  |  |            |               |            |            |            |            |            |  |  | 6          | А. Зверев   | 3          | 3          | 6          | 3          |            |  |  |              |              |              |              |              |              |              |  |
|  | 23        | Б. Пер        | 7         | 6         | 6         |           |           |  |  |            |               |            |            |            |            |            |  |  |            |             |            |            |            |            |            |  |  |              | Ј. Синер     | 6            | 6            | 4            | 6            |              |  |
|  |           | С. В. Квон    | 5         | 4         | 4         |           |           |  |  | 23         | Б. Пер        | 63         | 6          | 3          | 1          |            |  |  |            |             |            |            |            |            |            |  |  |              |              |              |              |              |              |              |  |
|  |           | Ф. Кориа      | 7         | 78        | 7         |           |           |  |  |            | Ф. Кориа      | 7          | 4          | 6          | 6          |            |  |  |            |             |            |            |            |            |            |  |  |              |              |              |              |              |              |              |  |
|  | LL        | Џ. Јунг       | 5         | 6         | 63        |           |           |  |  |            |               |            |            |            |            |            |  |  |            | Ф. Кориа    | 3          | 5          | 5          |            |            |  |  |              |              |              |              |              |              |              |  |
|  | Q         | Б. Бонзи      | 6         | 6         | 4         | 6         |           |  |  |            |               |            |            |            |            |            |  |  |            | Ј. Синер    | 6          | 7          | 7          |            |            |  |  |              |              |              |              |              |              |              |  |
|  |           | Е. Русувури   | 2         | 4         | 6         | 4         |           |  |  | Q          | Б. Бонзи      | 2          | 4          | 4          |            |            |  |  |            |             |            |            |            |            |            |  |  |              |              |              |              |              |              |              |  |
|  |           | Ј. Синер      | 7         | 6         | 6         |           |           |  |  |            | Ј. Синер      | 6          | 6          | 6          |            |            |  |  |            |             |            |            |            |            |            |  |  |              |              |              |              |              |              |              |  |
|  | 11        | Д. Гофен      | 5         | 0         | 3         |           |           |  |  |            |               |            |            |            |            |            |  |  |            |             |            |            |            |            |            |  |  |              |              |              |              |              |              |              |  |

#### Група 8
|  | Прво коло | Прво коло    | Прво коло | Прво коло | Прво коло | Прво коло | Прво коло |  |  | Друго коло | Друго коло   | Друго коло | Друго коло | Друго коло | Друго коло | Друго коло |  |  | Треће коло | Треће коло  | Треће коло | Треће коло | Треће коло | Треће коло | Треће коло |  |  | Четврто коло | Четврто коло | Четврто коло | Четврто коло | Четврто коло | Четврто коло | Четврто коло |  |
|  |           |              |           |           |           |           |           |  |  |            |              |            |            |            |            |            |  |  |            |             |            |            |            |            |            |  |  |              |              |              |              |              |              |              |  |
|  | 14        | Ф. Фоњини    | 5         | 6         | 61        | 0         |           |  |  |            |              |            |            |            |            |            |  |  |            |             |            |            |            |            |            |  |  |              |              |              |              |              |              |              |  |
|  |           | М. Кукушкин  | 7         | 3         | 7         | 6         |           |  |  |            | М. Кукушкин  | 3          | 1          | 0          |            |            |  |  |            |             |            |            |            |            |            |  |  |              |              |              |              |              |              |              |  |
|  | Q         | П. Мартинез  | 7         | 6         | 6         |           |           |  |  | Q          | П. Мартинез  | 6          | 6          | 6          |            |            |  |  |            |             |            |            |            |            |            |  |  |              |              |              |              |              |              |              |  |
|  | Q         | А. Вукић     | 5         | 4         | 0         |           |           |  |  |            |              |            |            |            |            |            |  |  | Q          | П. Мартинез | 4          | 3          | 1          |            |            |  |  |              |              |              |              |              |              |              |  |
|  | Q         | С. Корда     | 6         | 4         | 6         | 6         |           |  |  |            |              |            |            |            |            |            |  |  | Q          | С. Корда    | 6          | 6          | 6          |            |            |  |  |              |              |              |              |              |              |              |  |
|  |           | А. Сепи      | 2         | 6         | 3         | 3         |           |  |  | Q          | С. Корда     | 6          | 6          | 2          | 6          |            |  |  |            |             |            |            |            |            |            |  |  |              |              |              |              |              |              |              |  |
|  | WC        | Е. Беншетри  | 4         | 1         | 3         |           |           |  |  | 21         | Џ. Изнер     | 4          | 4          | 6          | 4          |            |  |  |            |             |            |            |            |            |            |  |  |              |              |              |              |              |              |              |  |
|  | 21        | Џ. Изнер     | 6         | 6         | 6         |           |           |  |  |            |              |            |            |            |            |            |  |  | Q          | С. Корда    | 1          | 1          | 2          |            |            |  |  |              |              |              |              |              |              |              |  |
|  | 32        | Д. Еванс     | 6         | 1         | 63        | 6         | 4         |  |  |            |              |            |            |            |            |            |  |  |            |             |            |            |            |            |            |  |  | 2            | Р. Надал     | 6            | 6            | 6            |              |              |  |
|  |           | К. Нишикори  | 1         | 6         | 7         | 1         | 6         |  |  |            | К. Нишикори  | 4          | 6          | 67         | 6          | 2          |  |  |            |             |            |            |            |            |            |  |  |              |              |              |              |              |              |              |  |
|  |           | П. Андухар   | 3         | 4         | 4         |           |           |  |  |            | С. Траваља   | 6          | 2          | 79         | 4          | 6          |  |  |            |             |            |            |            |            |            |  |  |              |              |              |              |              |              |              |  |
|  |           | С. Траваља   | 6         | 6         | 6         |           |           |  |  |            |              |            |            |            |            |            |  |  |            | С. Траваља  | 1          | 4          | 0          |            |            |  |  |              |              |              |              |              |              |              |  |
|  | Q         | С. Дијез     | 6         | 3         | 3         | 4         |           |  |  |            |              |            |            |            |            |            |  |  | 2          | Р. Надал    | 6          | 6          | 6          |            |            |  |  |              |              |              |              |              |              |              |  |
|  | PR        | М. Макдоналд | 4         | 6         | 6         | 6         |           |  |  | PR         | М. Макдоналд | 1          | 0          | 3          |            |            |  |  |            |             |            |            |            |            |            |  |  |              |              |              |              |              |              |              |  |
|  |           | Е. Герасимов | 4         | 4         | 2         |           |           |  |  | 2          | Р. Надал     | 6          | 6          | 6          |            |            |  |  |            |             |            |            |            |            |            |  |  |              |              |              |              |              |              |              |  |
|  | 2         | Р. Надал     | 6         | 6         | 6         |           |           |  |  |            |              |            |            |            |            |            |  |  |            |             |            |            |            |            |            |  |  |              |              |              |              |              |              |              |  |

## Учесници по државама
| Државе               | 1. коло | 2. коло | 3. коло | 4. коло | Четвртфинале | Полуфинале | Финале | Главни представници                                                                      |
| -------------------- | ------- | ------- | ------- | ------- | ------------ | ---------- | ------ | ---------------------------------------------------------------------------------------- |
| Аргентина            | 5       | 4       | 2       | 1       | 1            | 1          | -      | Дијего Шварцман (полуфинале)                                                             |
| Аустралија           | 7       | 1       | -       | -       | -            | -          | -      | Марк Полманс (2. коло)                                                                   |
| Аустрија             | 3       | 2       | 1       | 1       | 1            | -          | -      | Доминик Тим (четвртфинале)                                                               |
| Белгија              | 1       | -       | -       | -       | -            | -          | -      | Давид Гофен (1. коло)                                                                    |
| Бјелорусија          | 1       | -       | -       | -       | -            | -          | -      | Егор Герасимов (1. коло)                                                                 |
| Боливија             | 1       | -       | -       | -       | -            | -          | -      | Иго Делијен (1. коло)                                                                    |
| Бразил               | 1       | 1       | 1       | -       | -            | -          | -      | Тијаго Монтеиро (3. коло)                                                                |
| Бугарска             | 1       | 1       | 1       | 1       | -            | -          | -      | Григор Димитров (4. коло)                                                                |
| Грузија              | 1       | -       | -       | -       | -            | -          | -      | Николоз Басилашвили (1. коло)                                                            |
| Грчка                | 1       | 1       | 1       | 1       | 1            | 1          | -      | Стефанос Циципас (полуфинале)                                                            |
| Еквадор              | 1       | -       | -       | -       | -            | -          | -      | Емилио Гомез (1. коло)                                                                   |
| Италија              | 10      | 6       | 5       | 2       | 1            | -          | -      | Јаник Синер (четвртфинале)                                                               |
| Јапан                | 4       | 2       | -       | -       | -            | -          | -      | Кеј Нишикори (2. коло) Јошихито Нишиока (2. коло)                                        |
| Јужна Кореја         | 1       | -       | -       | -       | -            | -          | -      | Сон Ву Квон (1. коло)                                                                    |
| Јужна Африка         | 2       | 2       | 1       | -       | -            | -          | -      | Кевин Андерсон (3. коло)                                                                 |
| Казахстан            | 2       | 2       | -       | -       | -            | -          | -      | Александар Бублик (2. коло) Михаил Кукушкин (2. коло)                                    |
| Канада               | 4       | 1       | -       | -       | -            | -          | -      | Денис Шаповалов (2. коло)                                                                |
| Кинески Тајпеј       | 1       | -       | -       | -       | -            | -          | -      | Џејсон Јунг (1. коло)                                                                    |
| Колумбија            | 1       | 1       | 1       | -       | -            | -          | -      | Данијел Елаи Галан (3. коло)                                                             |
| Литванија            | 1       | 1       | -       | -       | -            | -          | -      | Ричардас Беранкис (2. коло)                                                              |
| Мађарска             | 2       | 2       | 1       | 1       | -            | -          | -      | Мартон Фучович (4. коло)                                                                 |
| Молдавија            | 1       | 1       | -       | -       | -            | -          | -      | Раду Албот (2. коло)                                                                     |
| Норвешка             | 1       | 1       | 1       | -       | -            | -          | -      | Каспер Руд (3. коло)                                                                     |
| Њемачка              | 5       | 4       | 2       | 2       | -            | -          | -      | Данијел Алтмајер (4. коло) Александар Зверев (4. коло)                                   |
| Пољска               | 2       | -       | -       | -       | -            | -          | -      | Хуберт Хуркач (1. коло) Камил Мајчжак (1. коло)                                          |
| Португал             | 1       | -       | -       | -       | -            | -          | -      | Жоао Соуза (1. коло)                                                                     |
| Русија               | 3       | 2       | 2       | 2       | 1            | -          | -      | Андреј Рубљов (четвртфинале)                                                             |
| Сједињене Државе     | 13      | 8       | 2       | 1       | -            | -          | -      | Себастијан Корда (4. коло)                                                               |
| Словачка             | 2       | 2       | 1       | -       | -            | -          | -      | Норберт Гомбос (3. коло)                                                                 |
| Словенија            | 1       | 1       | 1       | -       | -            | -          | -      | Аљаж Бедене (3. коло)                                                                    |
| Србија               | 6       | 3       | 1       | 1       | 1            | 1          | 1      | Новак Ђоковић (финале)                                                                   |
| Уједињено Краљевство | 4       | -       | -       | -       | -            | -          | -      | Лијам Броди (1. коло) Данијел Еванс (1. коло) Енди Мари (1. коло) Камерон Нори (1. коло) |
| Уругвај              | 1       | 1       | -       | -       | -            | -          | -      | Пабло Куевас (2. коло)                                                                   |
| Финска               | 1       | -       | -       | -       | -            | -          | -      | Емил Русувури (1. коло)                                                                  |
| Француска            | 18      | 4       | 1       | 1       | -            | -          | -      | Иго Гастон (4. коло)                                                                     |
| Хрватска             | 2       | -       | -       | -       | -            | -          | -      | Марин Чилић (1. коло) Борна Ћорић (1. коло)                                              |
| Чешка                | 2       | 1       | -       | -       | -            | -          | -      | Јиржи Весели (2. коло)                                                                   |
| Чиле                 | 1       | 1       | 1       | -       | -            | -          | -      | Кристијан Гарин (3. коло)                                                                |
| Швајцарска           | 2       | 1       | 1       | -       | -            | -          | -      | Станислас Вавринка (3. коло)                                                             |
| Шведска              | 1       | -       | -       | -       | -            | -          | -      | Микаел Имер (1. коло)                                                                    |
| Шпанија              | 10      | 7       | 5       | 2       | 2            | 1          | 1      | Рафаел Надал (побједник)                                                                 |
| Укупно               | 128     | 64      | 32      | 16      | 8            | 4          | 2      |                                                                                          |

### Мечеви тенисера из исте државе
| Број | Коло    | Држава           | Побједник               | Противник                  | Резултат                                   |
| ---- | ------- | ---------------- | ----------------------- | -------------------------- | ------------------------------------------ |
| 1    | 1. коло | Аргентина        | Хуан Игнасио Лондеро    | Федерико Делбонис          | 6 : 4, 7 : 6(7 : 1), 2 : 6, 1 : 6, 14 : 12 |
| 2    | 1. коло | Сједињене Државе | Џек Сок (Q)             | Рели Опелка                | 6 : 4, 6 : 3                               |
| 3    | 1. коло | Француска        | Иго Гастон (WC)         | Максим Жанвер (WC)         | 7 : 6(7 : 5), 6 : 4, 6 : 3                 |
| 4    | 1. коло | Србија           | Никола Милојевић (Q)    | Филип Крајиновић (26)      | 6 : 4, 3 : 6, 6 : 3, 6 : 1                 |
| 5    | 2. коло | Њемачка          | Данијел Алтмајер (Q)    | Јан Ленард Штруф (30)      | 6 : 3, 7 : 6(7 : 4), 6 : 3                 |
| 6    | 2. коло | Сједињене Државе | Себастијан Корда (Q)    | Џон Изнер (21)             | 6 : 4, 6 : 4, 2 : 6, 6 : 4                 |
| 7    | 3. коло | Шпанија          | Пабло Карењо Буста (17) | Роберто Баутиста Агут (10) | 6 : 4, 6 : 3, 5 : 7, 6 : 4                 |